# Barbara de Negroni
Barbara de Negroni est une philosophe, historienne et autrice française née en 1955. Elle est spécialiste de la philosophie du XVIIIe siècle, et notamment des questions de censure et de tolérance religieuse. Elle a également travaillé à l'édition des œuvres de plusieurs philosophes, dont Rousseau et Diderot.

## Biographie
Elle est agrégée de philosophie, titulaire d'un doctorat de philosophie portant sur le dictionnaire de Bayle. Elle a enseigné la philosophie en classes de terminale et de Lettres supérieure au lycée La Bruyère à Versailles. Elle a ensuite enseigné la philosophie et la culture générale en classes préparatoires littéraires au lycée Auguste Blanqui à Saint-Ouen.
Elle a obtenu en 1994 le Prix Guizot pour son ouvrage Lectures interdites : le travail des censeurs au XVIIIe siècle.
Elle écrit également des livres pour enfants.

## Œuvres

### Histoire et philosophie
- Lectures interdites : le travail des censeurs au XVIIIe siècle, 1723-1774, Paris, Albin-Michel, 1995
- Intolérances : catholiques et protestants en France, 1560-1787, Paris, Hachette, 1996 (réédité en 2014)
- Rêver, Paris, Rue de l'échiquier, 2011

### Édition d’œuvres philosophiques
- Pierre Charron, De la sagesse, Paris, Fayard, 1986
- Gabriel Bonnot de Mably, De l'étude de l'histoire ; suivi de De la manière d'écrire l'histoire, Paris, Fayard, 1988
- Jean-Jacques Rousseau, Discours sur l'économie politique ; Projet de constitution pour la Corse ; Considérations sur le gouvernement de Pologne, Paris, Flammarion, 1990 (réédité en 2012)
- Correspondance entre Rousseau et Malesherbes, Paris, Flammarion, 1991
- Pierre Jurieu, Des Droits des deux souverains en matière de religion et Le Philosophe de Rotterdam, Paris, Fayard, 1997
- Aubert de Versé, Traité de la liberté de conscience, Paris, Fayard, 1998
- Discours sur l'origine de l'inégalité : concours de 1754, Paris, Fayard, 2000
- Jean-Pierre de Crousaz, Examen du pyrrhonisme ancien et moderne, Paris, Fayard, 2003-2004
- Denis Diderot, Œuvres philosophiques, avec Michel Delon, Paris, Gallimard, Bibliothèque de la Pléiade, 2010

### Littérature jeunesse
- La Sécurité des enfants : comment prévenir les accidents, avec Gilbert Maurisson, illustré par Noëlle Herrenschmidt, Paris, Rouge & Or, 1990
- J'apprends à cuisiner : les desserts aux fruits, Paris, Rouge & Or, 1992
- Trop bon ! Illustré par Marie-Élise Masson, Paris, Belin, 2013